# Sportflugzeug

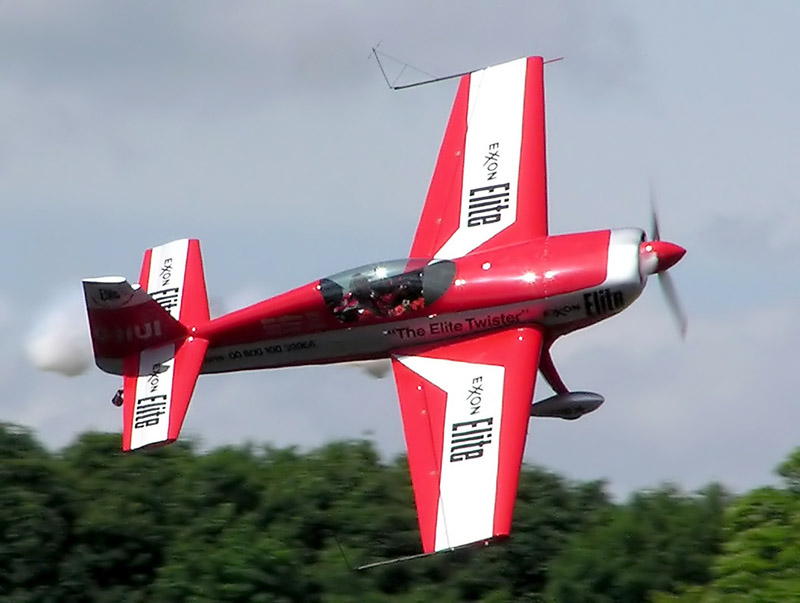
Extra 300, ein verbreitetes Flugzeug für sportlichen Wettbewerbskunstflug

Sportflugzeug ist eine in der Umgangssprache gebräuchliche, aber nicht exakt definierte und meistens unzutreffende Bezeichnung für Klein- oder Leichtflugzeuge. 
Der Gebrauch des Begriffs Sportflugzeug ist dann faktisch richtig, wenn mit dem Flugzeug tatsächlich vorwiegend Luftsport ausgeübt wird, etwa bei Segelflugzeugen oder im wettbewerbsmäßigen Kunstflug. Alle anderen Flugzeuge bis zu 5,7 t MTOW werden korrekterweise als Leichtflugzeuge bezeichnet. Oft wird die Bezeichnung auch auf Ultraleichtflugzeuge angewendet, die jedoch nach deutschem Luftrecht keine Flugzeuge, sondern motorisierte Luftsportgeräte sind. 

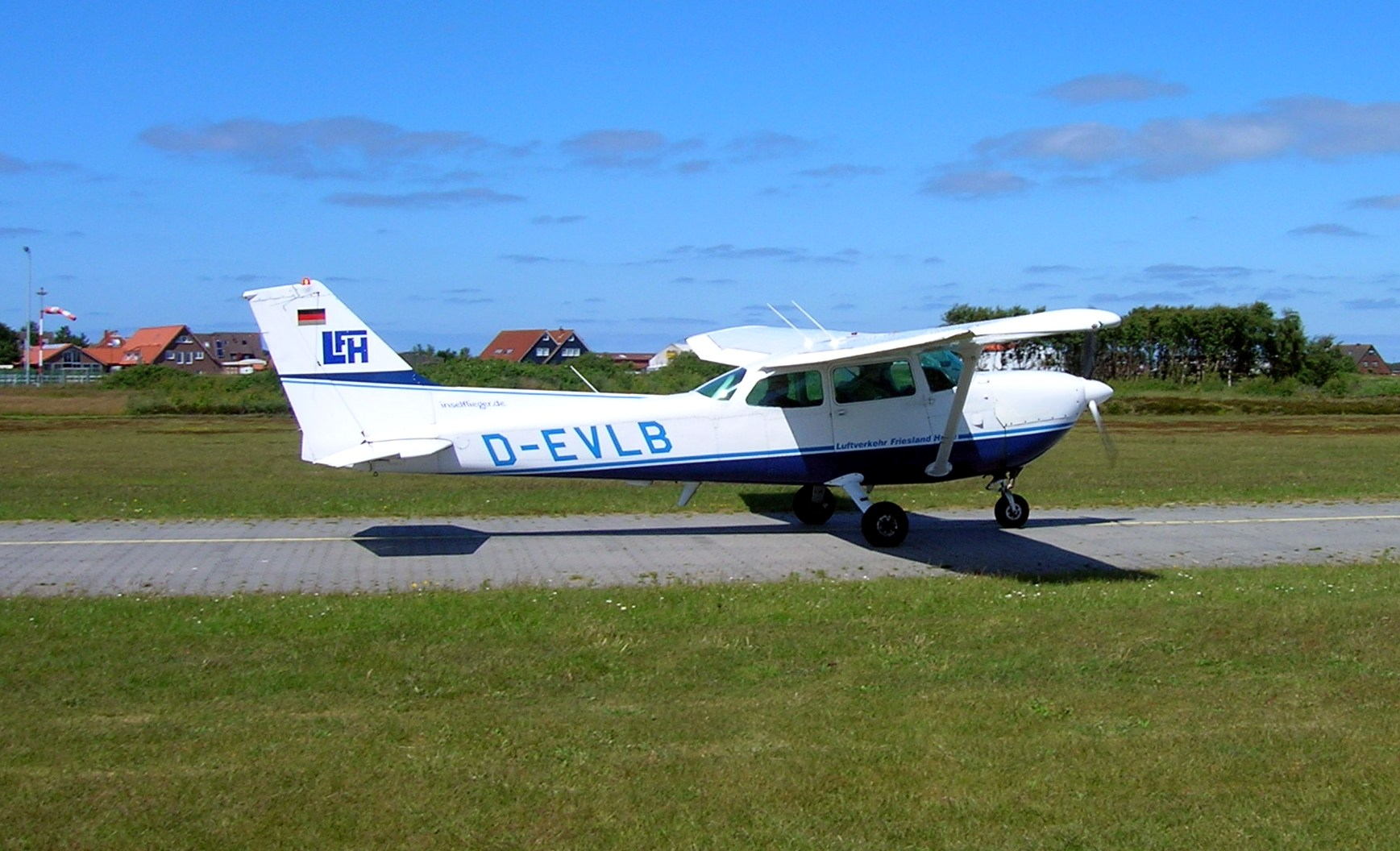
Die Cessna 172 – hier im Linienflugbetrieb der LFH – kann neben ihrer eigentlichen Bestimmung als Transportmittel auch als Sportgerät benutzt werden

Viele Piloten von Leichtflugzeugen empfinden die Bezeichnung „Sportflugzeug“ als abwertend, da sich die Verwendung von Kleinflugzeugen keineswegs auf rein sportliches Freizeitvergnügen beschränkt: Flugzeuge wie die Cessna 172, die von Außenstehenden oft als „Sportflugzeug“ gesehen werden, werden regelmäßig zu verschiedensten Zwecken der Allgemeinen Luftfahrt bis hin zum kommerziellen Linienflugverkehr auch gewerblich eingesetzt.